# 茨中聖心堂
茨中聖心堂，俗稱茨中教堂，位于云南省迪庆州德钦县南部燕门乡茨中村。

## 概述
清朝末年，天主教由缅甸传入云南。同治六年（1867年），巴黎外方傳教會教士余伯南在茨中村南约15公里的茨姑村修建了一座教堂，奉獻給耶穌聖心。光绪三十一年（1905年），德钦县境内发生驱洋教运动，茨姑教堂被焚毁。宣统元年（1909年），同為巴黎外方傳教士的彭茂美將茨姑教會遷至茨中村，並重建教堂，1911年竣工後於主顯節當日舉行了新堂祝聖儀式。此后，茨中教堂即为云南区主教礼堂。教堂建筑风格是西方的羅曼復興式与中国的藏、汉、白等民族建筑风格的结合，具有较高的历史和艺术价值。文化大革命，教堂被用作小学课堂，得到较好的保存。如今教堂、厢房、大门、地窖、葡萄园等保存完好。2006年被国务院批准列入第六批全国重点文物保护单位。

## 圖庫
- 教堂庭院入口
- 教堂內部
- 主祭台與耶穌聖心像
- 教堂側觀